# Tom Nowicki
Tom Nowicki (Detroit, c. 1957) es un actor estadounidense. Ha aparecido en más de cien producciones de cine, teatro y televisión. Entre sus trabajos más conocidos se encuentran las series de televisión Manhunt: Unabomber, como un agente del FBI tratando de atrapar a Theodore Kaczynski; y Bad Monkey (2024), como el narrador. Además aparecer como actor de carácter en filmes como The Punisher (2004), Never Back Down (2008), Trouble with the Curve (2012) y Reptiles (2023), ha aparecido en episodios de series como Miami Vice, Lodge 49, Dexter, One Tree Hill, Revolution, ER, Bloodline y Magic City.

## Vida y carrera
En 1968, su familia se trasladó de Detroit a Winter Park (Florida). Mientras cursaba en la Winter Park High School, estudió actuación con Ann Derflinger. Su primer papel en la secundaria fue el del reverendo Hale en la obra Las brujas de Salem de 1972. Nowicki, que hasta ese momento pensaba dedicarse a la medicina, después de esa experiencia decidió que se iba a dedicar a la actuación. Tras protagonizar Ah! Wilderness, de Eugene O'Neill, Derflinger lo incentivó a estudiar actuación en la Universidad Yale. Aunque se matriculó en Yale, la universidad ya había eliminado el programa de teatro de pregrado y solo había obras estudiantiles, de las cuales dirigió dos.
En 1977, se alejó de la universidad por un año y volvió a Winter Park, donde actuó en obras del Annie Russell Theatre como The Runner Stumbles, Las conquistas de Norman y One Flew Over the Cuckoo's Nest. En 1978 se grudió en Yale con un grado en literatura inglesa y posteriormente se trasladó a Londres para estudiar actuación shakespeariana y clásica en la Academia de Música y Arte Dramático de Londres. De vuelta en Winter Park, además de seguir actuando en el teatro, trabajó como crítico teatral para el semanario Winter Park Outlook, bajo el seudónimo de Rupert Birkin. Sus reseñas fueron descritas como «incisivas» e «insufribles», al punto de que le prohibiesen la entrada a un teatro por describir la obra 1776 como «un espectáculo marxista».
Nowicki se definió como un actor de carácter protagonista y «un actor Stanislavsky bastante tradicional», influenciado por actores como Al Pacino, Gene Hackman, Helen Mirren, Emma Thompson o Alan Rickman. Su primer papel en el cine fue en Harry & Son (1984), dirigida y protagonizada por Paul Newman. Hacia finales de los años 1980 y principios de 1990 apareció con regularidad en series de televisión, entre ellas Superboy, Swamp Thing y The Cape. Asimismo, actuó en telefilmes, películas independientes y grandes producciones como Remember the Titans (2000), The Punisher (2004) y Un sueño posible (2009). Aunque la gran parte de sus trabajos son como actor de carácter, algunos de sus papeles de mayor tiempo en pantalla son en las series RollerJam, Necessary Roughness y Drop Dead Diva. Interpretó al capitán Keith Fitzpatrick y narró los diez episodios la serie de televisión de comedia criminal Bad Monkey (2024), protagonizada por Vince Vaughn. La revista Forbes calificó su narración como «brillante y divertida».